# Longido (Distrikt)
Longido ist ein Distrikt in der tansanischen Region Arusha mit der Hauptstadt Longido. Er grenzt im Norden an die Republik Kenia, im Osten an die Region Kilimandscharo, im Süden an die Distrikte Meru, Arusha und Monduli und im Westen an den Distrikt Ngorongoro.

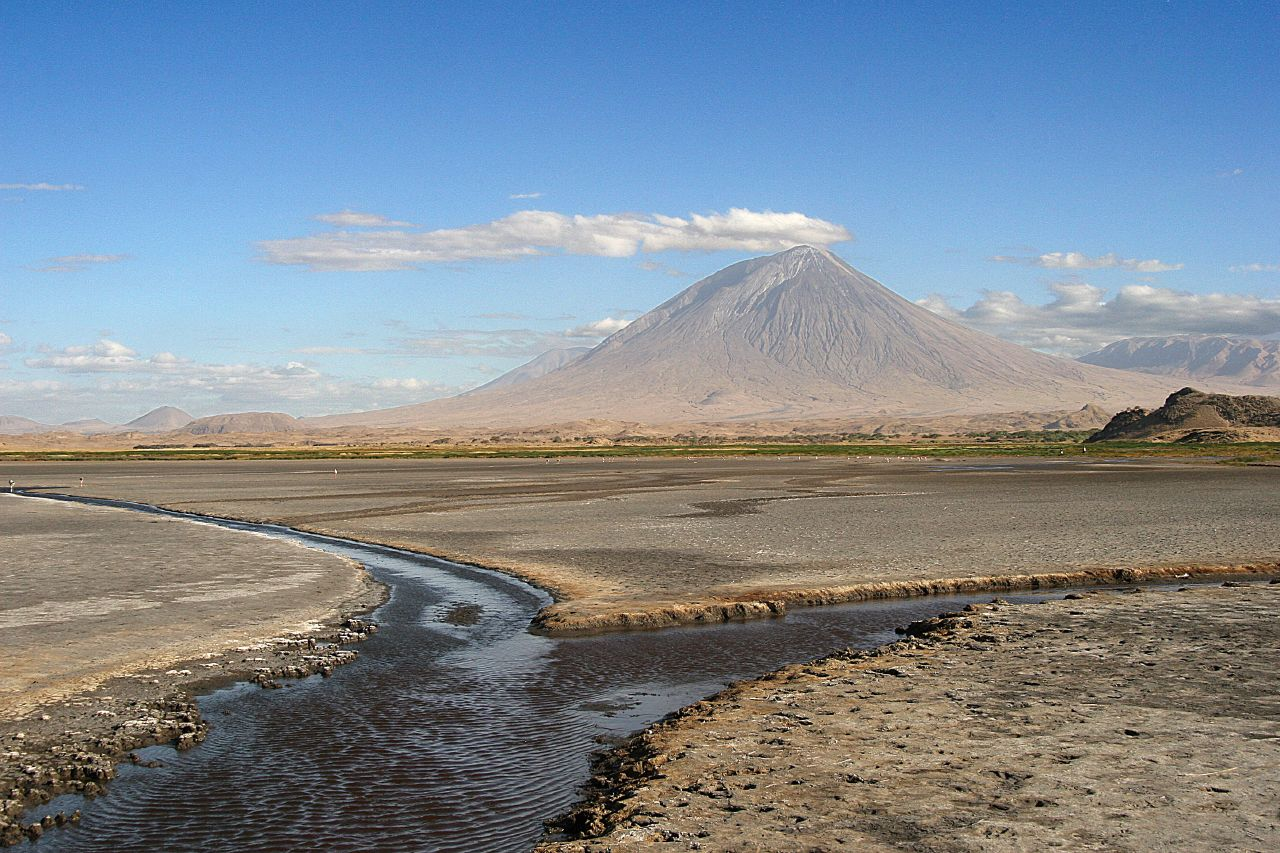
Vulkan Ol Doinyo Lengai vom Natronsee aus gesehen

## Geographie
Longido ist 7782 Quadratkilometer groß und hat 175.915 Einwohner (Volkszählung 2022). Der Distrikt erstreckt sich vom Natronsee im Westen bis zum Fuß des Kilimandscharo im Osten. Aus dem Land erheben sich einzelne isolierte Berge, der Ketumbeine, der Gelai, sowie der Ol Doinyo Lengai. Dieser aktive Vulkan ist mit 2960 Meter auch die höchste Erhebung des Distriktes. Das Klima in der 1352 Meter über dem Meeresniveau liegenden Hauptstadt ist mild, Cwa nach der effektiven Klimaklassifikation. Bei einer jährlichen Durchschnittstemperatur von 20,3 Grad Celsius fallen 595 Millimeter Regen.

## Geschichte
Der Distrikt entstand im Jahr 2007 durch die Teilung des Distriktes Monduli.

## Verwaltungsgliederung
Der Distrikt wird verwaltungstechnisch in 18 Gemeinden (Wards) untergliedert:
- Elang'atadapash
- Engarenaibor
- Engikaret
- Gelai Lumbwa
- Gelai Meirugoi
- Ilorienito
- Kamwanga
- Ketumbeine
- Kimokouwa
- Longido
- Matale A
- Mundarara
- Namanga
- Noondoto
- Olmolog
- Orbomba
- Sinya
- Tingatinga

## Bevölkerung

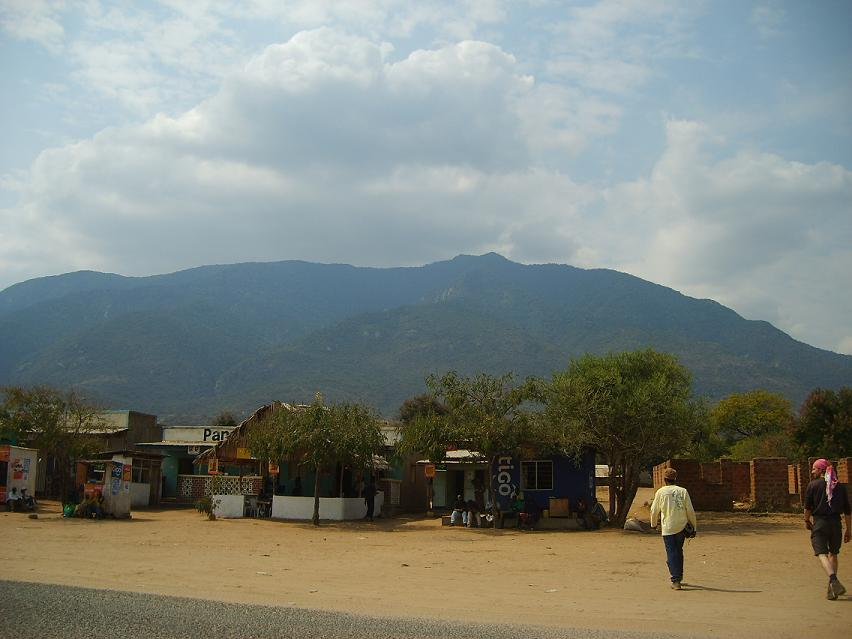
Stadt Longido

Die größte ethnische Gruppe im Distrikt sind die Massai. Die Einwohnerzahl stieg von 81.550 im Jahr 2002 auf 123.153 im Jahr 2012. Das entspricht einem jährlichen Wachstum von 4,1 Prozent. Im gleichen Zeitraum stieg die Alphabetisierungsrate von 31 Prozent auf 46 Prozent. Bis 2022 stieg die Bevölkerungszahl auf 175.915, was einem jährlichen Wachstum von 3,6 Prozent entspricht.

## Einrichtungen und Dienstleistungen
- Bildung: Im Jahr 2012 gab es 45 Grundschulen mit 216 Klassenzimmern. Für den Unterricht der 19.260 Schüler sorgten 398 Lehrer, was ein Lehrer-Schülerverhältnis von 1:48 ergab. In den acht weiterführenden Schulen unterrichteten 183 Lehrer 4509 Schüler, sodass auf einen Lehrer 39 Schüler kamen.[10]
- Gesundheit: Für die medizinische Betreuung der Bevölkerung stehen drei Gesundheitszentren und 22 Apotheken zur Verfügung (Stand 2019).[11]
- Wasser: 42 Prozent der Bevölkerung hatten Zugang zu sicherem und sauberem Wasser (Stand 2012).[12]

## Wirtschaft und Infrastruktur
Von den 24.644 Haushalten besaßen 37 Prozent ein Radio und 5 Prozent einen Fernseher, 54 Prozent hatten ein Mobiltelefon und zwei Prozent einen Internetanschluss.
| Ackerbau und Viehzucht sind die wichtigsten Wirtschaftszweige des Distrikts, etwa 84 Prozent der Bevölkerung sind hier beschäftigt. Von der Gesamtfläche entfallen neun Prozent auf Ackerland, fünf Prozent sind Wald und 82 Prozent sind Weideland. Die wichtigsten Anbauprodukte sind Mais, Reis, Kartoffeln und Bohnen. Im Jahr 2019 wurden im Distrikt 400.000 Ziegen, 217.000 Rinder und 300.000 Schafe gehalten. Die Haupteinnahmen aus dem Fremdenverkehr stammen aus Fotosafaris und Jagden. Neben dem Natronsee mit seiner Vogelwelt gibt es vier Jagdreservate von jeweils über 1000 Quadratkilometer. | Die zur Anzeige dieser Grafik verwendete Erweiterung wurde dauerhaft deaktiviert. Wir arbeiten aktuell daran, diese und weitere betroffene Grafiken auf ein neues Format umzustellen. (Mehr dazu) |

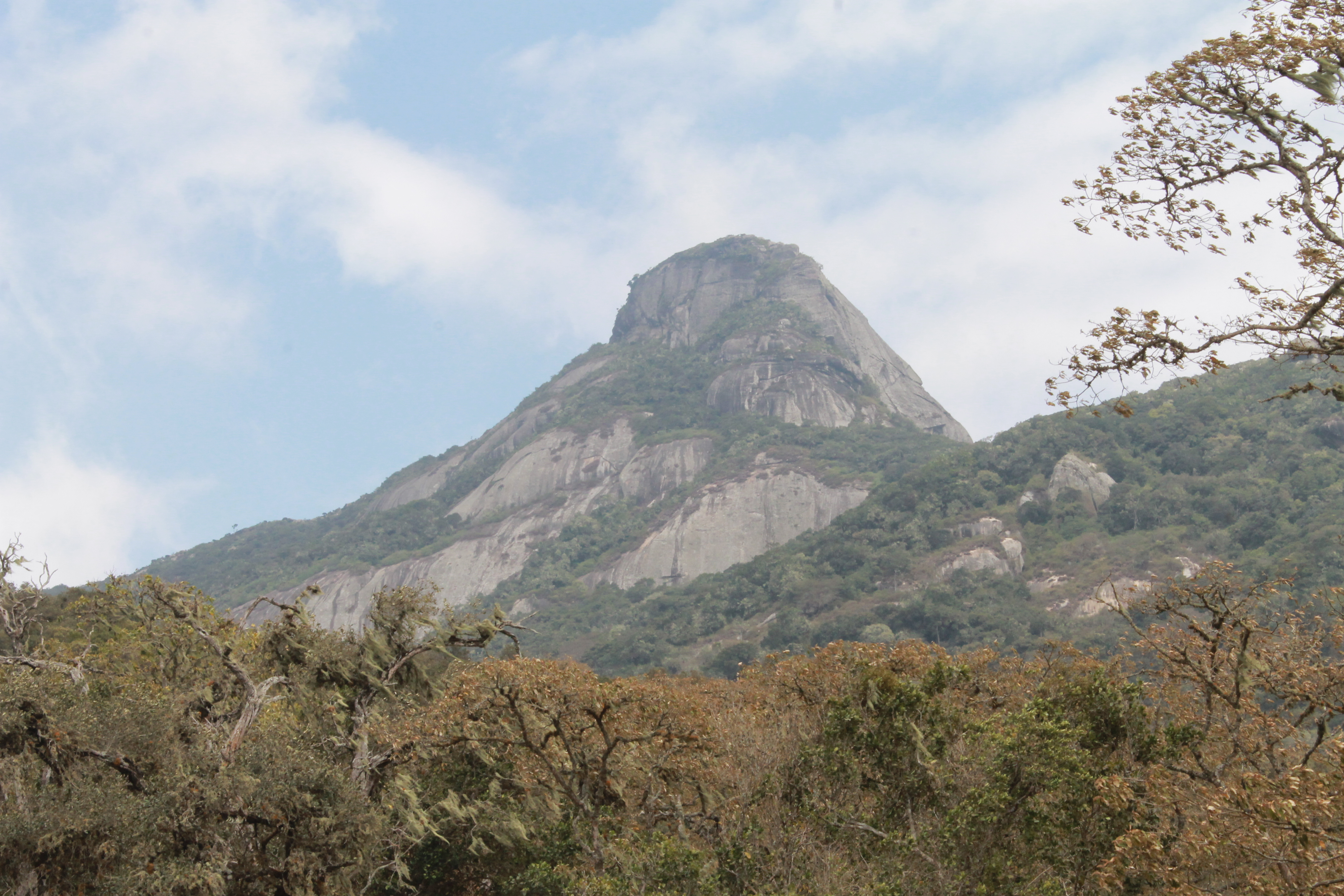
Der Berg Longido

### Infrastruktur
- Straßen: Von den 560 Kilometer Straßen im Distrikt sind 240 Kilometer Nationalstraßen. Ein Drittel der Straßen ist in schlechtem Zustand, fast zwanzig Prozent sind bei Regen nicht befahrbar (Stand 2012).[17] Die wichtigste Straße ist die Nationalstraße T2 von Arusha nach Kenia.[18]
- Flughafen: Von der Distriktshauptstadt ist der Flughafen Kisongo in Arusha 80 Kilometer entfernt.[19]

### Bodenschätze

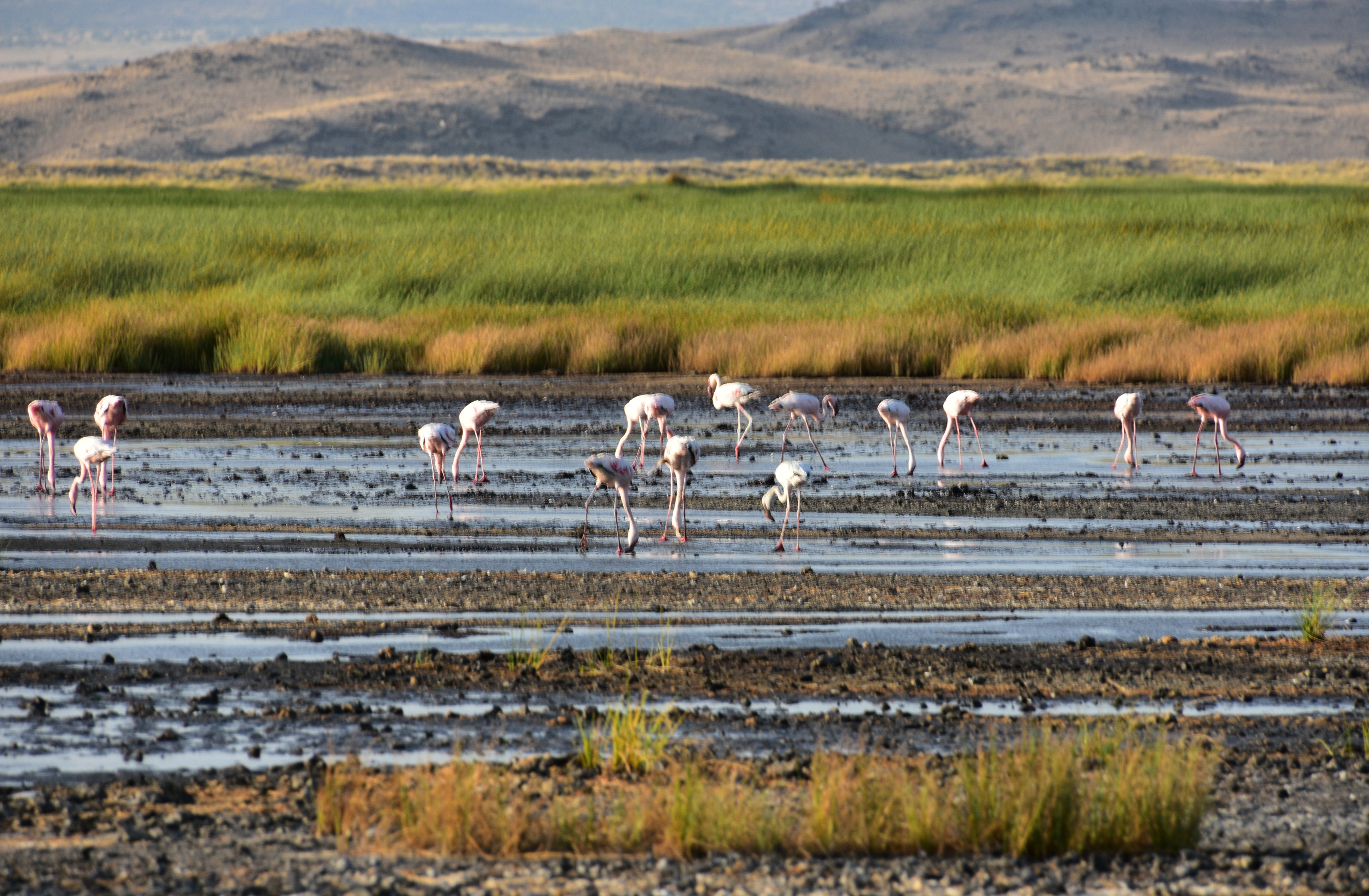
Flamingos am Natronsee

Bereits zu Beginn des 20. Jahrhunderts wurde das nach der Region „Longido“ benannte Mineral Korund in Longido entdeckt. Es war die erste ökonomisch interessante Korundlagerstätte Afrikas, wobei Longido eine Region mit zahlreichen Einzelvorkommen wie z. B. den „Muriatata Hills“, der „Mundarara Mine“ bei Mdarara, bei Lossogenoi und Naberera 70 km südöstlich Arusha und bei Malange im Kiru-Tal, ungefähr 180 km südwestlich Longido umfasst.

## Naturschutzgebiete, Sehenswürdigkeiten
- Natronsee: Die Größe dieses abflusslosen Sees schwankt von 1000 Quadratkilometer nach der Regenzeit bis wenige Quadratkilometer am Ende der Trockenzeit. Er ist die Heimat von 100.000 Wasservögeln, in der Brutzeit bevölkern ihn bis zu 2,5 Millionen Zwergflamingos.[21][22]